# Erraid
Erraid est une île du Royaume-Uni située en Écosse, en face de l'extrémité du Ross of Mull, la péninsule sud-est de l'île de Mull. Appartenant à l'archipel des Hébrides intérieures et de 1,87 km2 de superficie, Erraid est accessible à marée basse depuis l'île de Mull. Une partie de l'île est classée propriété privée, détenue par une communauté intentionnelle liée à la Fondation Findhorn.

## Dans la culture populaire
Très marqué par ce lieu durant sa jeunesse, Robert Louis Stevenson y situe l'histoire de sa nouvelle Les Gais Lurons (1882) et en fait également le lieu de naufrage du jeune héros de son roman Enlevé ! (1886). Il lui consacre également un texte dans son recueil Memories and Portraits (1887).
En 2020, Giulia Candussi réalise Against the tide,un documentaire sur l'île et la communauté qui y vit. 

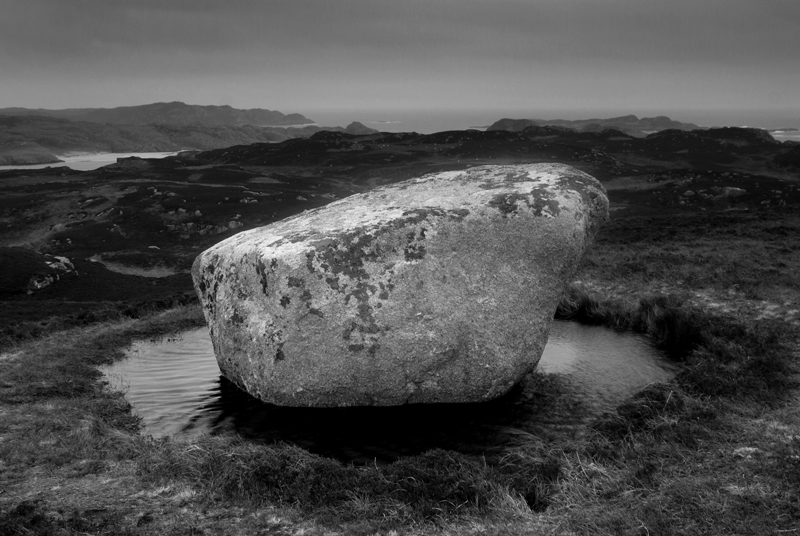
La Wishing Stone sur Erraid.